# Yuta Imazu
Yuta Imazu (今津 佑太 Imazu Yuta?), född 8 juli 1995 i Yamanashi prefektur, är en japansk fotbollsspelare.
Imazu började sin karriär 2018 i Ventforet Kofu.